# Abraxas subangulata
Abraxas subangulata är en fjärilsart som beskrevs av Rayner 1923. Abraxas subangulata ingår i släktet Abraxas och familjen mätare. Inga underarter finns listade i Catalogue of Life.